# Gran Premi d'Alemanya del 1984
Resultats del Gran Premi d'Alemanya de Fórmula 1 de la temporada 1984, disputat al circuit de Hockenheimring el 5 d'agost del 1984.

## Resultats
| Pos | No | Pilot              | Equip               | Voltes | Temps/ Retirada          | Pos. de sortida | Punts |
| --- | -- | ------------------ | ------------------- | ------ | ------------------------ | --------------- | ----- |
| 1   | 7  | Alain Prost        | McLaren - TAG       | 44     | 1h 24' 43. 210           | 1               | 9     |
| 2   | 8  | Niki Lauda         | McLaren - TAG       | 44     | + 3.149 s                | 7               | 6     |
| 3   | 16 | Derek Warwick      | Renault             | 44     | + 36.423 s               | 3               | 4     |
| 4   | 12 | Nigel Mansell      | Lotus - Renault     | 44     | + 51.663 s               | 16              | 3     |
| 5   | 15 | Patrick Tambay     | Renault             | 44     | + 1' 11.949 min.         | 4               | 2     |
| 6   | 28 | René Arnoux        | Ferrari             | 43     | + 1 Volta                | 10              | 1     |
| 7   | 26 | Andrea de Cesaris  | Ligier - Renault    | 43     | + 1 Volta                | 11              |       |
| 8   | 25 | Francois Hesnault  | Ligier - Renault    | 43     | + 1 Volta                | 17              |       |
| 9   | 21 | Huub Rothengatter  | Spirit - Hart       | 40     | + 4 Voltes               | 24              |       |
| DSQ | 3  | Stefan Johansson   | Tyrrell - Ford      | 42     | Desqualificat            | 26              |       |
| Ret | 14 | Manfred Winkelhock | ATS - BMW           | 31     | Caixa canvi              | 13              |       |
| Ret | 23 | Eddie Cheever      | Alfa Romeo          | 29     | Motor                    | 18              |       |
| Ret | 2  | Teo Fabi           | Brabham - BMW       | 28     | Turbo                    | 8               |       |
| Ret | 1  | Nelson Piquet      | Brabham - BMW       | 23     | Caixa canvi              | 5               |       |
| Ret | 22 | Riccardo Patrese   | Alfa Romeo          | 16     | Prob. amb el combustible | 20              |       |
| Ret | 24 | Piercarlo Ghinzani | Osella - Alfa Romeo | 14     | Part elèctrica           | 21              |       |
| Ret | 30 | Jo Gartner         | Osella - Alfa Romeo | 13     | Turbo                    | 23              |       |
| Ret | 27 | Michele Alboreto   | Ferrari             | 13     | Motor                    | 6               |       |
| Ret | 10 | Jonathan Palmer    | RAM - Hart          | 11     | Turbo                    | 25              |       |
| Ret | 6  | Keke Rosberg       | Williams - Honda    | 10     | Part elèctrica           | 19              |       |
| Ret | 5  | Jacques Laffite    | Williams - Honda    | 10     | Motor                    | 12              |       |
| Ret | 18 | Thierry Boutsen    | Arrows - BMW        | 8      | Motor                    | 15              |       |
| Ret | 11 | Elio de Angelis    | Lotus - Renault     | 8      | Turbo                    | 2               |       |
| Ret | 9  | Philippe Alliot    | RAM - Hart          | 7      | Sobreescalfament         | 22              |       |
| Ret | 19 | Ayrton Senna       | Toleman - Hart      | 4      | Accident                 | 9               |       |
| Ret | 17 | Marc Surer         | Arrows - BMW        | 1      | Turbo                    | 14              |       |
| NVQ | 4  | Mike Thackwell     | Tyrrell - Ford      |        |                          |                 |       |

## Altres
- Pole: Alain Prost 1' 47. 012

- Volta ràpida: Alain Prost 1' 53. 538 (a la volta 31)